# 990.
990. je deseto desetletje v 10. stoletju med letoma 990 in 999. 